# Rissoina percrassa
Rissoina percrassa is een slakkensoort uit de familie van de Rissoidae. De wetenschappelijke naam van de soort is voor het eerst geldig gepubliceerd in 1874 door G. Nevill & H. Nevill.